# Měřín

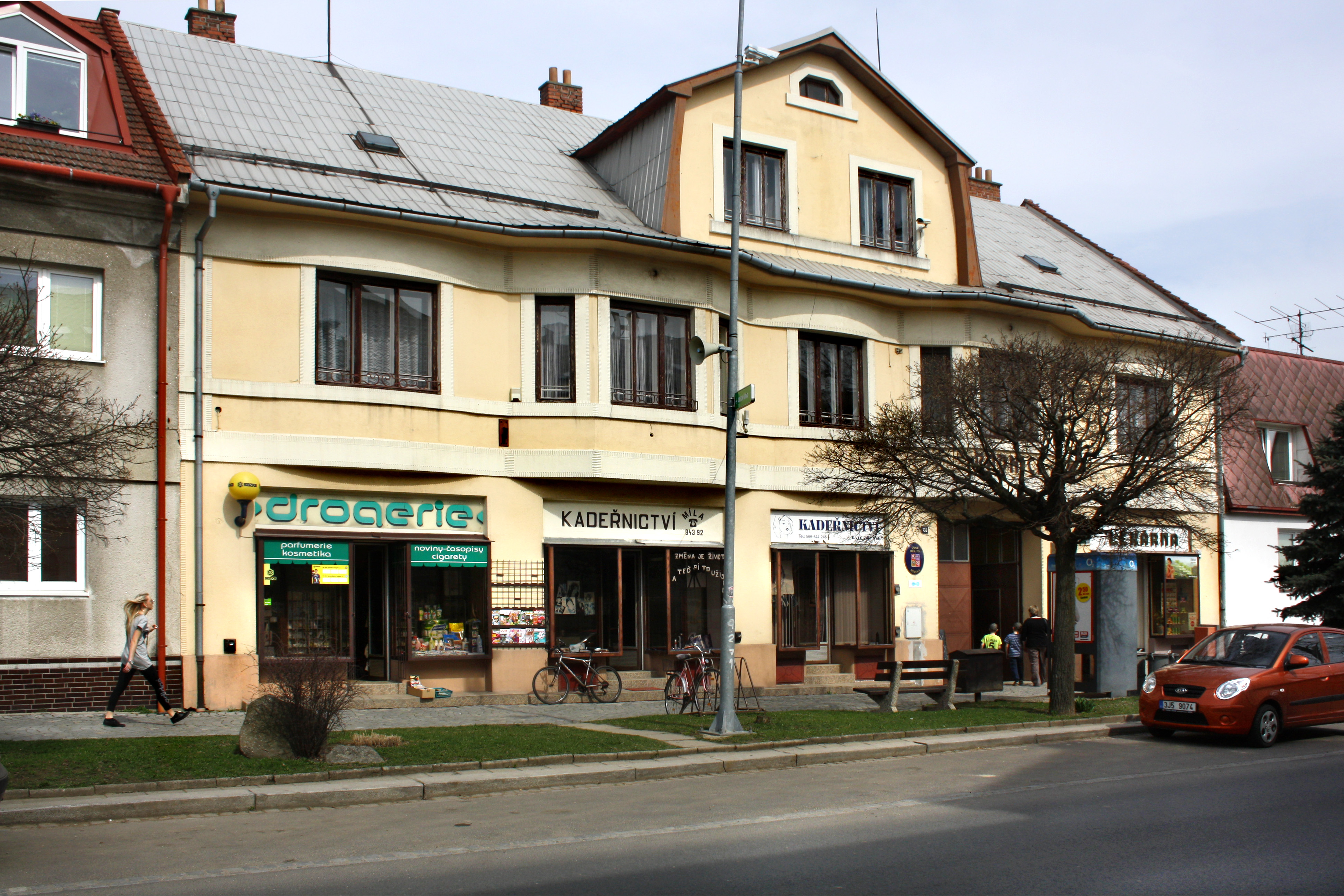
Rathaus

Měřín (deutsch Wollein) ist ein Městys in Tschechien. Er liegt zehn Kilometer nordwestlich von Velké Meziříčí und gehört zum Okres Žďár nad Sázavou.

## Geographie
Měřín befindet sich an der Einmündung des Baches Zblatí in die Balinka (Balliner Bach) in einer breiten Senke in der Böhmisch-Mährischen Höhe. Am nördlichen Ortsrand verläuft die Autobahn D1 vorbei, dort liegt die Abfahrt 134 Měřín.
Nachbarorte sind Černá, Milíkov und Dědkov im Norden, Blízkov im Nordosten, Kochánov im Osten, Stránecká Zhoř und Pustina im Südosten, Otín, Geršov und Pouště im Süden, Benešov, Chlumek und Kamenička im Südwesten, Řehořov und Meziříčko im Westen sowie Jersín im Nordwesten.

## Geschichte
Die Besiedlung der Měříner Senke begann zu Zeiten des Großmährischen Reiches. Angeblich soll die Gründung des heutigen Städtchen auf einen Zwist zwischen Ottokar I. Přemysl und seinem Bruder Vladislav Heinrich zurückgehen. Nach einem Friedensschluss auf dem königlichen Hügel soll die Ansiedlung Mirín (abgeleitet von Frieden) gegründet worden sein.
Erstmals urkundlich erwähnt wurde der Ort 1298, als Wenzel II. zusammen mit Bischof Theoderich von Neuhaus die Propstei des hl. Benedikt stiftete und dem Kloster Třebíč unterstellte. Zu den Gründungsbesitzungen der Propstei gehörten 21 umliegende Dörfer. Seit dem 14. Jahrhundert hatte Wollein die Gerichtsbarkeit inne. In dieser Zeit entstand auch das Rathaus, zu dem ein Folterkeller und eine Büttelei gehörten.
Während des mährischen Bruderkrieges zwischen Prokop und Jobst von Mähren wurde Wollein zum Ende des 14. Jahrhunderts zerstört. Als Ausgleich dafür gewähre Prokop zwischen 1402 und 1404 das Marktrecht an Wollein. Nach dem Wiederaufbau verwüsteten die Hussiten das Dorf und die Propstei. Seit 1446 ist das Spital nachweisbar. Als letzter Propst amtierte um 1466 Dominik II. Während des böhmisch-ungarischen Krieges ging die Propstei ein und im Jahre 1468 war sie bereits erloschen.
Die Ländereien der Propstei sicherte sich im Jahre 1479 Jan von Lomnice und Meziříčí als Pfand. Seit 1485 besaß Wollein das Braurecht. 1491 gelangte Wollein als Pfand an Wilhelm II. von Pernstein. Ferdinand I. verlieh den Pernsteinern 1556 die Herrschaft Wollein einschließlich der zugehörigen zwölf Dörfer erblich. Bereits ein Jahr später verkaufte Vratislav von Pernstein Wollein an Jan d. Ä. Stránecký von Stránec. Dieser überließ Wollein und einen Teil der zugehörigen Dörfer 1559 an Johann und Raphael Chraustenský von Malowar auf Deutsch Rudoletz. Im Jahre 1560 erfolgte in Wollein durch den Reformator Wenzel Ledecký eine Bücherverbrennung von Schriften der Propstei. 1568 entstand auf Grund des Wirkens des Magister alemanus eine evangelische Schule. Diese bestand bis 1620.
Im Jahre 1580 begann bei Wollein der Silberbergbau. Nach der Schlacht am Weißen Berg wurden 1620 die Güter von Peter Raphael Chraustenský konfisziert. Im selben Jahr wurde das Braurecht aufgegeben. 1621 kaufte Rambold XIII. von Collalto die Güter. 1662 wurde in Wollein eine katholische Schule eingerichtet. Die Grafen Collalto machten Czerna zu ihrem Sitz und vereinten Deutsch Rudoletz und Pirnitz zu einem Familienfideikommiss. Im Jahre 1768 brannte das Spital nieder und wurde nicht wieder aufgebaut. Der Galgenberg (Šibenice) war bis zum Anfang des 18. Jahrhunderts die Wolleiner Blutgerichtsstätte. Am Rathaus und an der Kirche befanden sich zwei Pranger. Am 29. Juli 1767 brannte fast der gesamte Ort ab. Weitere Großfeuer entstanden 1800, 1882 und 1886. 1874 gründete sich die Freiwillige Feuerwehr Měřín. Auf dem Gelände des Propsteihofes entstand eine Tuchwalke, später eine mechanische Spinnerei.
Nach der Ablösung der Patrimonialherrschaften bildete Měřín / Wollein ab 1850 mit dem Ortsteil Pustina eine Marktgemeinde in der Bezirkshauptmannschaft Velké Meziříčí. 1870 gründete Antonín Kožený eine Gerberei, der weitere folgten. 1873 entstand die Schnapsbrennerei, die später ebenfalls in eine Gerberei umgewandelt wurde. Weiterhin bestanden eine Ziegelei, drei Mühlen, zwei Sägewerke und eine Cementwarenfabrik. Im Jahre 1880 hatte Měřín 1889 durchweg tschechische Einwohner. Zum Ende des 19. Jahrhunderts erlangte Pustina seine Eigenständigkeit. 1930 lebten in dem Ort 1419 Menschen. Der Status als Městys wurde nach der Machtübernahme der Kommunisten im Jahre 1948 nicht erneuert. Im Jahre 1950 hatte Měřín 1339 Einwohner. 1961 wurde die Gemeinde dem Okres Žďár nad Sázavou zugeordnet und zugleich Pustina eingemeindet. 1967 gruben Schüler in einer Scheune eine Steinkruke mit 500 gr Silbermünzen aus der Zeit des Dreißigjährigen Krieges aus. Am 21. Mai 1985 überflutete ein Hochwasser der Balinka 50 Häuser. 1991 lebten in Měřín 1732 Menschen.

## Gemeindegliederung
Der Městys Měřín besteht aus den Ortsteilen Měřín (Wollein) und Pustina, die zugleich auch Katastralbezirke bilden.

## Sehenswürdigkeiten
- Kirche Johannes des Täufers, der ursprünglich romanische Bau wurde mehrfach umgestaltet. Erhalten ist das aus der Zeit um 1240 stammende Portal, das später verblendet wurde und nach den Bränden von 1768 und 1810 wiederentdeckt wurde. Das Hauptschiff ist 10 m hoch und 5 m breit.
- Pfarrhaus, errichtet 1741
- Kapelle Maria Schnee mit Glockenturm, aus dem Jahre 1690
- Glockenturm, am westlichen Ortsausgang

## Söhne und Töchter des Ortes
- František Čech (1929–1995), Geochemiker und Mineraloge
- Mikuláš von Měřín, im Jahre 1391 Bakkalaureus der freien Kunst an der Prager Karlsuniversität
- Samuel Sabbatecius Měřínský, bis 1620 Rektor der evangelischen Schule auf der Prager Kleinseite